# Обикновено нанду
Обикновеното нанду или само нанду (Rhea americana) е голяма птица от семейство Нандута, обитаваща откритите пространства на Южна Америка. Не лети, при бяг развива скорост до 60 km/h. Обикновено живее на групи от 5 до 30 птици.

## Описание
Дължината на възрастните птици е 127 – 140 cm, теглото достига 20 – 25 кг и повече. Мъжките са по едри от женските. На външен вид обикновеното нанду прилича на щрауса, но за разлика от него е два пъти по-дребно и има оперение по главата и шията. Краката му са с по 3 пръста, а щраусите имат по два. Мъжките си имат харем от по няколко (до 6) женски
Крилата са дълги; птицата ги използва за равновесие по време на бяг. Оперението е в кафяво-сиви тонове с различна интензивност. По правило, мъжките са по тъмни от женските. Сред птиците се срещат и албиноси – с бяло оперение и сини очи. Рулеви пера няма. Младите нанду са сиви, с тъмни надлъжни ивици. В началото на размножителния период възрастния мъжки издава дълбоки и силни звуци – „нан-ду“, от който птицата е получила и своето название.

## Подвидове
Определят се 5 подвида:
- R. a. americana – кампосите на Северна и Източна Бразилия
- R. a. intermedia – Уругвай и Южна Бразилия (щата Риу Гранди ду Сул)
- R. a. nobilis – Парагвай източно от река Парагвай
- R. a. araneipes – Гран Чако в Парагвай и Боливия, бразилския щат Мату Гросу
- R. a. albescens – пампасите на Аржентина на юг до провинция Рио Негро

## Разпространение
Обикновеното нанду е разпространено в Аржентина, Боливия, Бразилия, Парагвай и Уругвай. Населява открити пространства с висока тревна растителност и редки храсти, блатисти и пустинни ландшафти. В планините се среща до 2000 м надм.височина. През размножителния период (пролетта и лятото) предпочита местообитания в близост до водоемите.
Неголяма популация от тези птици обитава Северна Германия след като през август 2000 г. три двойки нанду са пуснати на свобода в района на Грос Гренау (провинция Шлезвиг-Холщайн). Тези птици успешно се аклиматизират, презимуват и на следващата година дават и потомство. Впоследствие част от птиците прекосяват река Вакенитц (Wakenitz) и се установяват в провинция Мекленбург-Предна Померания. По оценки на специалисти, към края на 2008 г. общият брой на свободно живеещите нанду в Германия е околоо 100. (A. Korthals, F. Philipp).

## Хранене
Нанду се храни с растителна и животинска храна: листа, коренища, семена, плодове. Нанду с удоволствие яде клубени и части от растения, които съдържат тръни. Подобно на много други видове птици, заедно с храната поглъща и малки камъни, които участват в храносмилането чрез смилане на съдържанието на стомаха.
Нанду се хранят и с насекоми – скакалци, щурци, дървеници, бръмбари и хлебарки. Понякога ловуват дребни гръбначни животни – гризачи, змии, гущери и дребни птици, по-рядко в сухия сезон ядат мъртви риби. Понякога птиците се срещат около трупове на загиналите животни, където ловят мухи.

## Размножаване
Половата зрелост настъпва в края на втората или третата година. Мъжките са полигамни. Женската снася 5 – 10 яйца в малка дупка на земята, настлана с клонки и суха растителност. Мъжкият остава в близост до гнездото през цялото време и добавя строителни материали. Няколко женски снасят в едно гнездо, като в резултат в него може да се натрупат до 80 яйца (обикновено броят на яйцата варира от 13 до 30). Яйцата са бледо-зелени, с размери 132 х 90 мм и тегло около 600 г. Пълната грижа за потомството пада върху мъжкия, който започва да мъти 2 до 8 дни след снасянето на първото яйце. Малките се излюпват след 29 до 43 дни. Независимо че между снасянето на първото и последното яйце в гнездото често минават две седмици, всички малки се излюпват почти едновременно с разлика до 36 часа. На 3-месечна възраст младите птици достигат ръста на своите родители.

## Неприятели
Сред хищниците, които застрашават възрастните птици могат да се отбележат само пумата и ягуарът. Понякога подивели кучета нападат младите птици, а най-малките често биват нападани от сокола каракара. Гнездата на нанду често биват атакувани от броненосци.